# Jennifer Lozano
Jennifer Lozano, née Guéret-Laferté le 16 janvier 1985, est une athlète internationale française spécialiste du 800 m entraînée par son mari, Marc Lozano. Elle est licenciée au club de l'EFCVO dans le Val-d'Oise. Elle est plusieurs fois médaillée des différents championnats de France Élite d’athlétisme (cross-country, piste et piste en salle). Le 3 juillet 2010, elle court le 800 m en 2 min 03 s 99 à Oordegem en Belgique[réf. nécessaire].

## Cross-country
- 2008 :  au Championnat de France de cross court
- 2009 :  Vice-championne de France de cross court
- 2010 :  Vice-championne de France de cross court
- 2011 :  Vice-championne de France de cross court
- 2014 :  au Championnat de France de cross court